# St. Veit (Leipheim)

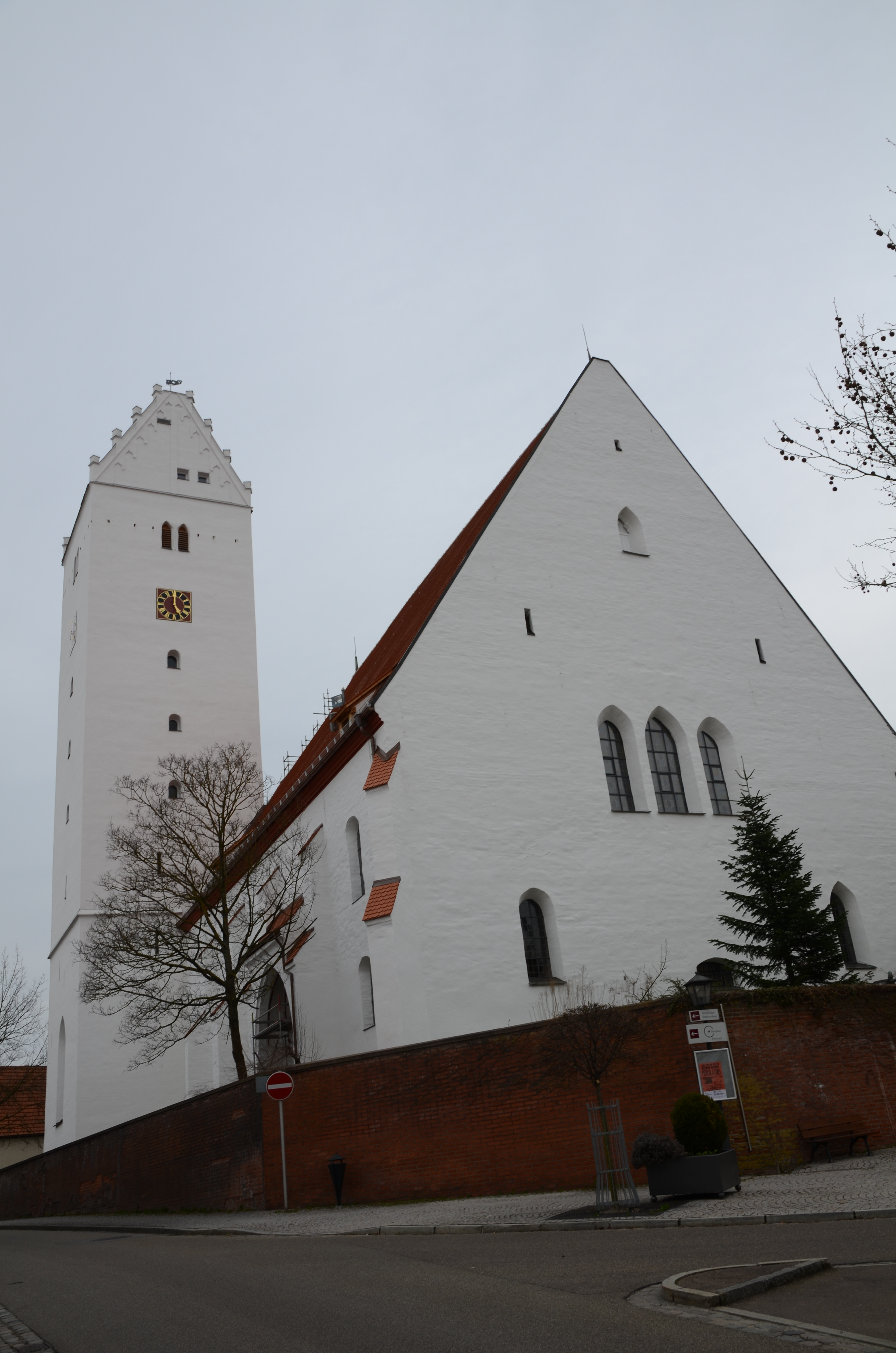
St. Veit in Leipheim

Die evangelisch-lutherische Pfarrkirche St. Veit steht in
Leipheim, einer Stadt im schwäbischen Landkreis Günzburg in Bayern. Das Bauwerk ist in der Liste der Baudenkmäler in Leipheim als Baudenkmal unter der Nr. D-7-74-155-12 eingetragen. Die Kirche gehört zum Dekanat Neu-Ulm des Kirchenkreises Augsburg der Evangelisch-Lutherischen Kirche in Bayern. 

## Beschreibung
Die Hallenkirche aus einem Mittelschiff und zwei Seitenschiffen wurde am Ende des 14. Jahrhunderts erbaut. An das Mittelschiff ist in Nordosten ein dreiseitig geschlossener Chor, der von Strebepfeilern gestützt wird, angebaut. An der Nordostwand des Chors steht ein Chorflankenturm, der auf einen spätromanischen Chorturm zurückgeht. Er wurde aufgestockt, um die Turmuhr und den Glockenstuhl unterzubringen, und zwischen den mit Fialen verzierten Giebeln mit einem Satteldach bedeckt. 
Der ältere Bruder von Bonifacius Stöltzlin hat das Altarretabel des Hochaltars mit dem Abendmahl Jesu versehen. Die erste Orgel wurde 1766 von Georg Friedrich Schmahl gebaut. Sie wurde 1963 durch ein Werk der Orgelbau Schmid erneuert.